# Liste der Naturdenkmale in Reichelsheim (Odenwald)
Die Liste der Naturdenkmale in Reichelsheim (Odenwald) nennt die im Gebiet der Gemeinde Reichelsheim im Odenwaldkreis in Hessen gelegenen Naturdenkmale.
| Bild            | Bezeichnung               | Ortsteil, Lage                               | Beschreibung | Art          | Nr.     |
| --------------- | ------------------------- | -------------------------------------------- | --- | ------------ | ------- |
| BW              | Linde am Alten Weg        | 49° 42′ 44,1″ N, 8° 50′ 13,7″ O              | Höhe 11 m, Stammumfang 3,15 m                                                                                                 | Sommerlinde  | 437.601 |
| BW              | Fleck-Eiche               | 49° 40′ 58,4″ N, 8° 52′ 18″ O                | etwa 300 Jahre alte Traubeneiche, Höhe 25 m, Stammumfang 5,25 m                                                               | Traubeneiche | 437.602 |
| Fotos hochladen | Friedhofslinde            | 49° 43′ 28,6″ N, 8° 53′ 18,7″ O              | etwa 300 Jahre alte Winterlinde, Höhe 19 m, Stammumfang 4 m                                                                   | Winterlinde  | 437.603 |
| Fotos hochladen | Speierling am Hasenbuckel | Außerhalb 1 49° 43′ 24,4″ N, 8° 51′ 28,5″ O  | Einer von den zwei im Odenwald bekannten Speierlingsbäumen. Höhe 10 m, Stammumfang 1,85 m, seltenere apfelfrüchtige Varietät. | Speierling   | 437.604 |
| Fotos hochladen | Eiche in Klein-Gumpen     | Klein-Gumpen 49° 42′ 25,3″ N, 8° 49′ 43,5″ O | Höhe 20 m, Stammumfang 4,05 m                                                                                                 | Stieleiche   | 437.605 |

## Belege
1. ↑  
Naturdenkmale im Odenwaldkreis in Google Maps, abgerufen am 7. April 2020.

- Karte mit allen Koordinaten:
- OSM |
- WikiMap